# Acer decompositum
Acer decompositum é uma espécie de árvore do gênero Acer, pertencente à família Aceraceae.